# Union des travailleurs littoraux et alliés
La Waterfront and Allied Workers' Union (WAWU - Union des travailleurs littoraux et alliés) est un syndicat de la Dominique fondé en 1965. Il est affilié à la Confédération syndicale internationale et à la Confédération syndicale des travailleurs et travailleuses des Amériques.

## Historique
Il fut formé en 1965, par les ouvriers portuaires.